# Kevin Light
Kevin Richard Light (Vancouver, 16 de mayo de 1979) es un deportista canadiense que compitió en remo.
Participó en dos Juegos Olímpicos de Verano, obteniendo una medalla de oro en Pekín 2008, en la prueba de ocho con timonel, y el quinto lugar en Atenas 2004, en la misma prueba.
Ganó cinco medallas en el Campeonato Mundial de Remo entre los años 2002 y 2011.

## Palmarés internacional
| Juegos Olímpicos   | Juegos Olímpicos   | Juegos Olímpicos  | Juegos Olímpicos |
| Año                | Lugar              | Medalla           | Prueba           |
| ------------------ | ------------------ | ----------------- | ---------------- |
| 2008               | Pekín (China)      | Medalla de oro    | Ocho con timonel |
| Campeonato Mundial |                    |                   |                  |
| Año                | Lugar              | Medalla           | Prueba           |
| 2002               | Sevilla (España)   | Medalla de oro    | Ocho con timonel |
| 2003               | Milán (Italia)     | Medalla de oro    | Ocho con timonel |
| 2006               | Eton (Reino Unido) | Medalla de bronce | Dos sin timonel  |
| 2007               | Múnich (Alemania)  | Medalla de oro    | Ocho con timonel |
| 2011               | Bled (Eslovenia)   | Medalla de bronce | Dos con timonel  |